# Jamie Fenton
Jamie Faye Fenton (Jay Fenton), née en 1954 à New Brunswick (New Jersey), est une programmeuse de jeux vidéo américaine, surtout connue pour le jeu d'arcade Gorf de 1981 et pour avoir travaillé à la création du logiciel VideoWorks de MacroMind (depuis renommé Adobe Director).
Après avoir transitionné autour de 1998, Jamie Fenton est très active dans la communauté transgenre.

## Biographie
Jamie Fenton naît de sexe masculin en 1954 à New Brunswick (New Jersey) sous le nom de Jay Fenton,. Son père travaille comme analyste chimiste chez Procter & Gamble.
Elle s'intéresse à l'informatique pendant ses études parce que la nature hautement prévisible de ce domaine l'attire et lui offre un refuge contre les intimidations des autres étudiants.
En 1975, alors qu'elle étudie l'informatique à l'université du Wisconsin, Jamie Fenton et son camarade Tom McHugh se portent volontaires pour travailler chez Dave Nutting Associates, qui sollicite leur aide pour repenser les flippers et le jeu d'arcade japonais Gun Fight en utilisant le microprocesseur 8080 d'Intel,. Elle travaille également à la création de la console de salon Bally Astrocade, et écrit le langage de programmation Bally BASIC, basé sur Tiny BASIC (en).
En 1978, Jamie Fenton crée avec Raul Zaitsky un premier exemple de glitch art, intitulé Digital TV Dinner. Pour ce projet, elle éjecte une cartouche insérée dans le Bally Astrocade alors que le jeu est en train d'être lu sur la console. Cela crée des bugs d'affichage qu'elle enregistre, pour former un film de 3 minutes. Ils frappent aussi la console de jeu du poing. Une deuxième version est présentée en 1979.
En 1981, alors qu'elle est employée chez Midway Manufacturing, elle travaille en tant que conceptrice principale du jeu Gorf.
Quatre ans plus tard, elle crée le logiciel VideoWorks, qui devient ensuite Macromedia Director, puis Adobe Director. Ce logiciel est un précurseur du logiciel Flash.
En 1995, elle crée et lance avec Cindy Martin et JoAnn Roberts tgforum.com, un forum en ligne pour les personnes transgenres. Il existe toujours en 2024. Elle transitionne autour de 1998, et reste très active dans la communauté transgenre.
En 2018, Digital TV Dinner est exposé dans l'exposition Chicago New Media 1973-1992, organisée par Jon Cates. Lors de l'exposition, Jamie Fenton joue au jeu Digital TV Breakfast, un jeu vidéo de Whitney Pow, inspiré de Digital TV Dinner. La même année, elle crée une nouvelle œuvre, Primordial Glitch Art, où elle se filme en train de créer des bugs en éjectant une cartouche de jeu d'un Bally Astrocade, tout en expliquant comment obtenir lesdits bugs.

## Travaux
- 280 ZZZAP (en) (1976)[12],[3]
- Checkmate (1977)
- Digital TV dinner (1978)
- Réécriture du BASIC de Bally Astrocade (1980)
- Gorf (1981)
- The Adventures of Robby Roto! (en) (1981)
- Primordial Glitch Art (2018)[7]